# 葉騰鳳
葉騰鳳（1618年3月4日—17世紀），字瑞虞，北直隸廣平府永年縣人，清朝政治人物。

## 生平
葉騰鳳是崇禎九年（1636年）丙子科順天鄉試舉人。明亡仕清，順治三年（1646年）會試中式，四年（1647年）補殿試成進士，在大理寺觀政，授山東陽信知縣，以慈惠安撫人民，盜賊屏息。順治五年（1648年）分考山東鄉試。後擢淮安府同知，因父母去世回鄉，不久卒。他曾捐資修築滏河便民閘，為鄉人感激。

## 家族
曾祖葉可大，生員；祖父葉新芳，武生；父葉桂，廩生。

## 引用
1. 1 2  光緒《永年縣志·卷二十九·篤行》：葉桂，字潤甫，歲貢生，讀書務實以謹樸，為鄉人先，子騰鳳，字瑞虞，順治二年【四年】進士，任陽信縣知縣，以慈惠撫民，盜賊屏息，擢淮安同知，丁艱歸遂卒，騰鳳嘗捐金修滏河便民閘，鄉人德之。
2. 1 2  《順治四年丁亥科進士三代履歷》：葉騰鳳，曾祖可大，生員；祖新芳，武生；父桂，廩生。瑞虞，詩五房，戊午年二月初八日生，永年縣人，丙子三十五名，丙戌會試二百八十六名，丁亥補殿試三甲二百十九名，大理寺觀政，授山東陽信知縣，戊子本省同考。